# 高身種子鯊
高身種子鯊（学名：Stenogobius ophthalmoporus），又名眼帶狹鰕虎魚，为鰕虎科狹鰕虎魚屬下的一个种。